# Височанський Олег Ярославович
Оле́г Яросла́вович Височа́нський (нар. 29 травня 1973, Львів) — український військовик, старший лейтенант Збройних сил України.

## Біографія
Під час воєнної служби виконує обов'язки командира 9-ї роти 3-го батальйону 80-ї окремої аеромобільної бригади. Три тижні воює у Пісках на Донеччині. При загостренні боїв у ДАПі сформував зведений підрозділ 9-ї роти, який 13—14 січня зайшов у новий термінал та на диспетчерську вежу.
Кілька днів командував на позиції «вишка» Донецького аеропорту. Зазнав важкого проникливого поранення голови, після чого санавіацією доправлений в Дніпропетровську ОКЛ ім. Мечнікова, де прооперований.
На виборах до Львівської обласної ради 2015 року балотується від Народного руху України. На час виборів проживає у Львові, військовий пенсіонер за станом здоров'я.
У лютому 2020 року призначений директором комунального закладу Львівської обласної ради «Будинок воїна».
Батько спортсменки Марії Височанської, членкині збірної команди України з художньої гімнастики.  

## Нагороди
- Орден «За мужність» III ступеня (31 липня 2015 року) — за особисту мужність і високий професіоналізм, виявлені у захисті державного суверенітету та територіальної цілісності України, вірність військовій присязі;
- Відзнака «Подяка Львівської обласної ради» (2020) — за мужність, відвагу, високий професіоналізм та з нагоди п'ятої річниці оборони Донецького аеропорту[5];